# Longitarsus australis
Longitarsus australis es una especie de insecto coleóptero de la familia Chrysomelidae. Fue descrita científicamente en 1874 por Mulsant & Rey.